# Manfred Pomp
Manfred Pomp (* 26. Oktober 1964 in Aachen) ist ein ehemaliger deutscher Fußballspieler.

## Karriere

### Spieler

#### Verein
In der Jugend spielte Pomp ein Jahr lang für den Polizei-Sportverein Aachen 1922 e.V., sieben Jahre lang für Alemannia Aachen und drei Jahre lang für Bayer 04 Leverkusen. Bei Bayer schaffte er neben Thomas Zechel, Thomas Romeikat und Frank Glaß den Sprung aus der Jugendabteilung ins Profiteam. In der Saison 1983/84 gab er in der Bundesliga sein Debüt. Er wurde am 23. Spieltag gegen Borussia Dortmund in der 83. Spielminute eingewechselt. Er blieb bis zur Sommerpause 1985 beim Werksteam und wechselte dann nach sieben Erstligaeinsätzen in die 2. Bundesliga. Sein neuer Arbeitgeber war SG Union Solingen. Für Solingen bestritt er ebenfalls sieben Profispiele, bevor er durch eine Verletzung Sportinvalide  wurde und ins Amateurlager wechselte. Er spielte noch für SSG 09 Bergisch Gladbach und Borussia Freialdenhoven.

#### Nationalmannschaft
Mit der Jugendauswahl des DFB nahm er an der U16-Europameisterschaft 1982 in Italien teil und wurde Vize-Europameister. Im Finale unterlag man dem Gastgeber Italien mit 0:1. Im Halbfinale bezwang man zuvor Jugoslawien und Pomp erzielte dabei den 2:1-Siegtreffer. Im Viertelfinale hatte man sich im deutsch-deutsch-Duell gegen die DDR in Hin- und Rückspiel mit 1:1 (in Pirna bei Dresden) und 3:2 (in Kassel) durchgesetzt. Nur ein Jahr später nahm Pomp an der U18-Europameisterschaft 1983 in England an der Seite von Hansi Flick, Dieter Hecking und Michael Skibbe teil. Das deutsche Team schied nach drei Vorrundenspielen aus. Pomp kam in zwei Spielen zum Einsatz. Insgesamt spielte er 24 Mal in den Jugendauswahlmannschaften U16 – U18 und viermal in der U21 unter Trainer Berti Vogts.

### Trainer
Pomp arbeitete bereits zu seiner Spielerzeit als Trainer. Er erwarb seine Trainerscheine und absolvierte 1990 den Fußball-Lehrer-Lehrgang an der Deutschen Sporthochschule Köln u. a. mit Andreas Rettig, Friedhelm Funkel, Rainer Zobel, Rudi Kargus, Volker Finke und Heinz-Josef Koitka. Er war in der Jugendabteilung des TuS Höhenhaus und SSG 09 Bergisch Gladbach beschäftigt, bevor er bei SSG 09 Bergisch Gladbach als Spielertrainer in der Mittelrheinliga (zu diesem Zeitpunkt 4. Liga) und Düren 99 in der Landesliga das Amt übernahm. Anschließend wechselte er wieder in den Jugendsport und trainierte die Jugendmannschaften von Westwacht Aachen, Rasensport Brand, Alemannia Aachen und des VfL 08 Vichttal. Letztlich übernahm er in der Saison 2016/17 für acht Monate als Interimstrainer den FC Inde Hahn in der Mittelrheinliga (inzwischen 5. Liga) während seines Engagements dort als Nachwuchskoordinator.

### Sportlicher Leiter – Nachwuchs-Koordinator
In der Saison 2008/09 war Manfred Pomp Grundlagen-Koordinator bei Alemannia Aachen und verantwortlich für die U10 – U13. Vom 1. Dezember 2011 – 31. Dezember 2014 war er als Sportlicher Leiter verantwortlich für den gesamten Jugendbereich vom Stolberger Fusionsclub VfL 08 Vichttal. Vom 1. Januar 2015 – 31.01.2018 war er als Nachwuchs-Koordinator für die Nachwuchsabteilung des FC Inde Hahn tätig und verantwortlich für die Gesamtentwicklung der Nachwuchsabteilung. Letztlich hat er zurück zu Alemannia Aachen gefunden und dort als Koordinator für den Bereich U13 - U16 gearbeitet. Vom 1. Juli 2018 war er dort tätig und legte sein Amt am 26. April 2021 nieder. In der Zeit vom 1. Februar 2019 bis zu seinem Austritt bei Aachen wurde er als Verbindungsmann zwischen Alemannia Aachen und Bayer 04 Leverkusen eingesetzt und war für jegliche Kommunikation zwischen den Clubs im Nachwuchsbereich verantwortlich.

### Scout
Nachdem Manfred Pomp während seiner Verantwortlichkeiten als Trainer und in den Leistungsfunktionen sich auch mit dem Thema Scouting befasst und regional viel gesichtet hat, wechselte er am 1. Februar 2019 als Scout zu Bayer 04 Leverkusen und arbeitet dort seit dem im Lizenzscouting im Bereich des Top Talente Scoutings mit dem Schwerpunkt auf internationale Sichtungen.